# Robert H. Park
Robert H. Park (* 1902 in Straßburg; † 18. Februar 1994 in Freeport, Illinois) war ein US-amerikanischer Ingenieur der Elektrotechnik.
Auf ihn geht die Grundform der d/q-Transformation zurück, die er 1928 erstmals formulierte. Diese Transformation für Drehstromsysteme wird auch nach ihm als Park-Transformation bezeichnet.
Park wurde in Straßburg in der Zeit geboren, zu der sich sein Vater, der Soziologe Robert Ezra Park, zum Studium in Deutschland aufhielt. Robert H. Park wuchs in Wollaston, Quincy (Massachusetts), auf und schloss 1923 sein Studium der Elektrotechnik am Massachusetts Institute of Technology als Bachelor of Science ab. Er arbeitete für verschiedene Unternehmen und Organisationen, darunter General Electric.